# Jason James Richter
Jason James Richter (Medford, Oregon, 29 de janeiro de 1980) é um ator norte-americano.
Aos três anos de idade, ele e sua família se mudaram para o Havaí, onde uma agência de casting japonês o descobriu. Em 1989, sua família se mudou para Los Angeles, onde ele poderia prosseguir a sua carreira como ator.
Ele estrelou no filme Free Willy de 1993, no qual foi escolhido entre mais de 4 mil candidatos para desempenhar o papel de Jesse. Outros filmes incluem Confusão em Dose Dupla, História Sem Fim 3, Free Willy 2: A Aventura Continua, Laserhawk - Ameaça Alienígena, Free Willy 3 e The Setting Son. Ele também fez uma aparição no vídeo da música de Michael Jackson, Childhood. Seu último filme foi Ricochet River, com John Cullum.
Entre os papéis na TV ele fez participações nas séries Sabrina, Aprendiz de Feiticeira, O Cliente e mais recentemente na série Bones.
Ele também tocou guitarra na banda do sul da Califórnia, Blueroot, de 2000 a janeiro de 2005, e atualmente é baixista na banda Fermata.

## Filmografia
| Filmes    | Filmes                        | Filmes          |
| Ano       | Título                        | Papel           |
| --------- | ----------------------------- | --------------- |
| 2001      | Ricochet River                | Wade            |
| 1997      | The Setting Son               | Big Bully       |
| 1997      | Free Willy 3                  | Jesse           |
| 1997      | Laserhawk - Ameaça Alienígena | Zach Raymond    |
| 1995      | Free Willy 2                  | Jesse           |
| 1994      | História Sem Fim 3            | Bastian Bux     |
| 1994      | Confusão em Dose Dupla        | Kevin Robberson |
| 1993      | Free Willy                    | Jesse           |
| Televisão |                               |                 |
| Ano       | Título                        | Papel           |
| 2009      | Bones                         |                 |
| 1997      | Sabrina, the Teenage Witch    | Dante           |
| 1996      | The Client                    | Chris Love      |

## Prêmios e Indicações
| Prêmios | Prêmios   | Prêmios             | Prêmios                                                | Prêmios    |
| Ano     | Resultado | Premiação           | Categoria                                              | Título     |
| ------- | --------- | ------------------- | ------------------------------------------------------ | ---------- |
| 1994    | Indicado  | MTV Movie Awards    | Melhor Performance Estreante                           | Free Willy |
| 1994    | Indicado  | MTV Movie Awards    | Melhor Beijo                                           | Free Willy |
| 1994    | Venceu    | Young Artist Awards | Melhor Ator Jovem em Papel Principal em Filme de Drama | Free Willy |